# Claire de Brunswick-Wolfenbüttel
Claire de Brunswick-Wolfenbüttel (16 novembre 1532 à Wolfenbüttel – 23 novembre 1595 au Château de Herzberg), est une princesse de Brunswick-Wolfenbüttel par la naissance. Elle est abbesse laïque de l'Abbaye de Gandersheim et, plus tard duchesse de Brunswick-Grubenhagen par le mariage.

## Biographie
Claire est la plus jeune fille du duc Henri II de Brunswick-Wolfenbüttel (1489-1568) de son premier mariage avec Maria (1496-1541), fille du comte Henri de Wurtemberg.

### Abbesse de Gandersheim
Sur l'insistance de son père, Claire est élue abbesse de l'Abbaye de Gandersheim après la mort de sa sœur Marie de Brunswick-Wolfenbüttel (1521-1539). Alors que Claire n'a que 6 ans à l'époque, les représentants agissant pour son père administrent l'abbaye en son nom. Elle n'a jamais pris officiellement le poste.
En 1542, les troupes de la Ligue de Smalkalde occupent Gandersheim et forcent l'Abbaye à se convertir au Luthéranisme. Le Chapitre, cependant, pratique la résistance passive et reste catholique. En 1543, l'abbaye souffre de l'Iconoclasme. En 1547, le père de Claire la déclare démissionnaire de sa place d'abbesse. Elle revient à l'état laïc.

### Duchesse de Brunswick-Grubenhagen
Claire se marie le 1er juillet 1560 à Wolfenbüttel avec son cousin le duc Philippe II de Brunswick-Grubenhagen (1533-1596). Comme dot, son père lui donne 20000guilders et la moitié de la juridiction et du château de Westerhof. Le mariage reste sans enfant. Après leur mariage, le couple déménage au Château de Katlenburg et le convertit en un château Renaissance. Claire est responsable de l'installation de nombreuses pharmacies et distilleries. Elle conçoit également l'intérieur de l'église nouvellement construite à Rotenkirchen.
Lorsque le frère de Claire, Jules de Brunswick-Wolfenbüttel hérite de Wolfenbüttel, en 1568, il prend aussi possession de Westerhof. Claire le poursuit devant le Conseil aulique, mais en 1580, Philippe confirme les droits de propriété de Jules. Claire poursuit alors Jules pour l'héritage de sa sœur Margaret. Le Conseil aulique créé une commission impériale pour se pencher sur la question. Jules rejette la commission et dépose une plainte à la Diète d'Augsbourg de 1582 contre les pratiques illégales de sa sœur.
Claire et sa cour déménagent du château de Katlenburg au Château de Herzberg. Elle meurt en 1595, après une longue maladie. Le prédicateur de la cour et surintendant Andreas Georg Leopold donne le sermon de ses funérailles, qui est également publié sous forme imprimée. Clara est enterrée dans l'église Aegidius à Osterode am Harz.